# Les Terriens du samedi !
Salut les Terriens !, également désignée par l'acronyme SLT, devenue Les Terriens du samedi ! de 2018 à 2019, était une émission de télévision française présentée par Thierry Ardisson.
Diffusée sur Canal+ tous les samedis à 19 h 10 depuis novembre 2006 et, en Belgique et au Luxembourg sur Be 1 à 19 h 15, l'émission est transférée en septembre 2016 sur C8, une autre chaine du groupe Canal+.

## Concept

Logo de l'émission des saisons 1 à 12.

Thierry Ardisson arrive en 2006 sur Canal+ à la suite de l'arrêt de Tout le monde en parle et de son départ de France 2.
Au cours des deux premières saisons, l'émission se basait sur le commentaire de l’actualité de la semaine en 50 minutes, observée et analysée avec distance et décalage. Il y avait cinq invités du monde du spectacle et de la politique, effectuant leur promotion, qui répondaient à des quiz sur l'actualité de la semaine et décernaient des Aliens d'or (prix fictif). On y retrouve aussi la revue de presse du chroniqueur Stéphane Guillon. Le générique de l'émission et les jingles sont joués en direct par le groupe Les Gréements de Fortune, présent sur le plateau tout au long de l'émission. Lors de la première saison, ils étaient joués par le groupe d'acid jazz NoJazz[réf. souhaitée]. Le logo reprend le couple humain de la Plaque de Pioneer.
À la rentrée 2008, l'émission s'articule en trois parties autour d'un invité principal, rejoint ensuite par deux autres invités, commentant l'actualité de la semaine. Enfin, l'émission se clôt par un témoignage : « L'invité du samedi 20H ». On retrouve toujours Stéphane Guillon pour La semaine de Stéphane Guillon et l'actualité de la semaine commentée par Stéphane Blakowski[réf. souhaitée]. 
En juin 2012, Stéphane Guillon annonce ne pas vouloir continuer la saison prochaine dans l'émission[réf. nécessaire]. Il est remplacé en septembre par Gaspard Proust.
À la rentrée de septembre 2014, un petit robot, Jean-Mi (modèle NAO conçu par Aldebaran Robotics), est intégré dans l'émission et pose des questions aux invités,. Il n'apparait plus les saisons suivantes.
À la rentrée 2015, Stéphane Guillon reprend son poste, remplaçant Gaspard Proust.
En juin 2016, le groupe Canal+ annonce que l'émission est transférée sur C8 (anciennement D8). Elle est diffusée à partir du 10 septembre 2016 à 19 h 5.
En octobre 2016, 10 ans après l'arrêt de Tout le monde en parle en juillet 2006, Laurent Baffie retrouve Thierry Ardisson en tant qu'humoriste plateau.
À partir du 10 septembre 2017, l'émission est déclinée chaque dimanche de 19 h à 21 h. Intitulée Les Terriens du dimanche, Thierry Ardisson est entouré de divers chroniqueurs qui décryptent l'actualité comme le spécialiste de téléréalité Jeremstar, l'avocate de gauche Raquel Garrido, l'avocat de droite Gilles-William Goldnadel ou encore l'animatrice Hapsatou Sy,.
L'émission change de formule en septembre 2018. Le nom change pour devenir "Les Terriens du samedi", le décor change tout comme le générique. Les invités sont désormais autour d'une table et non plus assis sur des sièges Louis XV. 
Depuis la rentrée 2018, l'émission qui est programmée juste avant Les Terriens du samedi est Coucou les martiens et est animée par Tom Villa, il va recevoir chaque semaine des invités.
Le 18 mai 2019, Thierry Ardisson annonce dans un communiqué qu'il ne travaillera plus sur la chaîne C8. Il justifie son départ par le manque de moyens que lui aurait mis à disposition la chaîne, expliquant qu'il « ne veut pas faire de la télé low-cost »,.

## Participants
- Thierry Ardisson (animateur) : 2006-2019
- Stéphane Guillon (humoriste chroniqueur) : 2006-2012, 2015-2017
- Gaspard Proust (humoriste chroniqueur) : 2012-2015
- Tom Villa (chronique divers) : 2015-2019
- Laurent Baffie (humoriste plateau) : 2016-2019
- Alex Vizorek (humoriste chroniqueur) Rubrique Les infos de Vizo : 2017-2019
- Yann Moix (chronique actualité). Rubrique Les Moix d'or : 2018-2019

## Quelques audiences
| Chaîne | Date de diffusion | Invités                                                                      | Audience moyenne          | Audience moyenne | Références        |
| Chaîne | Date de diffusion | Invités                                                                      | Nombre de téléspectateurs | PDM              | Références        |
| ------ | ----------------- | ---------------------------------------------------------------------------- | ------------------------- | ---------------- | ----------------- |
| Canal+ | 25 septembre 2010 | Georges Frêche, Rokhaya Diallo, Sophia Aram, Gérard Miller, Samy Naceri      | 1 360 000                 | 8,2 %            | [ 16 ]            |
| Canal+ | 22 octobre 2011   | Arno Klarsfeld, Aurélie Filippetti, Philippe Geluck, Ludovic Vigogne         | 1 600 000                 | 8,6 %            | [ 17 ]            |
| Canal+ | 9 novembre 2013   | Eddy Mitchell, Frédéric Mitterrand, Michel Onfray, Nora Hamzawi, Anna Cabana | 1 699 000                 | 8,3 %            | [réf. nécessaire] |
| Canal+ | 11 janvier 2014   | Frédéric Lopez, Rachida Dati, Églantine Éméyé                                | 1 680 000                 | 8,4 %            | [réf. nécessaire] |
| Canal+ | 18 octobre 2014   | Michel Cymes, Sonia Dubois, Charles Beigbeder                                | 1 432 000                 | 8,1 %            | [réf. nécessaire] |
| Canal+ | 6 décembre 2014   | Lorànt Deutsch, Princess Erika                                               | 1 500 000                 | 7,8 %            | [ 18 ]            |

Légende :
- Le plus haut chiffre d'audience

## Adaptations à l'étranger
Le programme a été adapté en Tunisie sous le nom de Liman Yajroo Fakat (« Pour ceux qui osent seulement ») diffusé sur la chaine privée El Hiwar El Tounsi.